# 沈振耀
沈振耀（葡萄牙語：Sam Chan Io），人稱沈大師，2005年10月9日澳门特别行政区政政長官委任為澳門立法會第三屆委任議員。他本來為澳门大学法学院访问助理教授，澳门大学法学院高级法律研事所所长。除此之外，沈振耀亦是澳門世界貿易中心仲裁中心的仲裁員、 澳門世界貿易中心股份有限公司前董事會常務董事兼執行委員會主席及澳門第十一届人大代表选举会议成员。

## 外部参考
- 澳門大學（页面存档备份，存于）